# اگلاسترهاسن
اگلاسترهاسن (به آلمانی: Aglasterhausen) یک شهرداری در آلمان است که در بادن-وورتمبرگ واقع شده‌است.

## خصوصیات
اگلاسترهاسن ۲۲٫۸۵ کیلومترمربع مساحت دارد ۱۹۷ متر بالاتر از سطح دریا واقع شده‌است.